# Andrena rupshuensis
Andrena rupshuensis là một loài Hymenoptera trong họ Andrenidae. Loài này được Cockerell mô tả khoa học năm 1911.